# Гаий (Кератишвили)
Монах Гаий (Гайоз, в миру Бидзина Титикоевич Кератишвили, груз. ბიძინა ტიტიკოს ძე კერატიშვილი; 24 февраля 1945, Цкаростави, Сагареджойский район — 19 марта 2016, Тбилиси) — лишённый сана епископ Грузинской православной церкви, советский и грузинский филолог.

## Биография
В 1963 году окончил среднюю школу Сагареджо. Пытался поступить в Мцхетскую духовную семинарию, однако ему было отказано из-за того что он не служил в армии.
В 1963—1965 годы проходил срочную службу в советской армии, после чего поступил на исторический факультет Тбилисского университета. Одновременно работал научным сотрудником в музее города Сагареджо (ныне дом-музей Георгия Леонидзе). По некоторым данным был исключён из университа за академическую неуспеваемость, окончив лишь 2 курса.
Работал научным сотрудником в ряде региональных музеев, публиковал в республиканской прессе статьи на историко-филологические темы.
Был близко знаком с настоятелем церкви святого Додо архимандритом Евагрием (Диасамидзе), пользовавшимся славой живой летописи истории Грузии и обладавшем уникальной библиотекой, которую он открыл для пользования Бидзине.

### Начало церковного служения
По рекомендации архимандрита Евагрия молодой исследователь был представлен Католикосу-Патриарху всея Грузии Ефрему II, который включил его в свой ближний круг. Кератишвили стал регулярно посещать литургию в Патриаршем Сионском соборе в Тбилиси.
В 1969 году уволился со светской работы и был зачислен на III курс Мцхетской духовной семинарии. Через год, по рекомендации Католикоса-Патриарха Ефрема II, поступил на службу делопроизводителем Грузинской Патриархии.
14 декабря 1971 года Католикосом-Патриархом Ефремом II был пострижен в монашество с именем Гаий. 17 декабря в храме святой Варвары в Тбилиси последовало его рукоположение в сан иеродиакона, а 19 декабря того же года в кафедральном соборе был рукоположён в сан иеромонаха. Продолжал работать в Грузинской Патриархии, в то же время ежедневно совершал литургию в Сионском соборе.

### Епископское служение
24 марта 1972 года решением Священного Синода Грузинской православной церкви был избран епископом Цилканским. 26 марта в кафедральном соборе Сиони состоялась его епископская хиротония, которую совершили: Католикос-Патриарх Ефрем II, митрополит Урбнисский Давид (Девдариани), митрополит Тетрицкаройский Зиновий (Мажуга), митрополит Сухумский и Абхазский Илия (Шиолашвили) и епископ Батумско-Шемокендский и Чкондидельский Роман (Петриашвили). В тот же день назначен патриаршим хорепископом (то есть викарием). Столь быстрая карьера объясняется с одной стороны доверием к нему католикоса-патриарха Ефрема II, а с другой стороны тем, что Грузинская православная церковь в тот период испытывала серьёзный кадровый голод (в том числе больше половины епархий либо вдовствовали, либо временно управлялись иерархами соседних кафедр), особенно не хватало молодых и образованных клириков.
7 апреля 1972 года скончался Католикос-Патриарх Ефрем II. В тот же день Священный Синод Грузинской православной церкви избрал его преемником митрополита Давида (Девдериани), который назначил епископа Гаия настоятелем кафедрального собора Светицховели и ректором Мцхетской духовной семинарии.
Читал в семинарии курсы по истории Грузинской Церкви, гомилетике, церковному праву. По его инициативе были упорядочены архивы храма Светицховели. Пригласил высококвалифицированных специалистов из тбилисского Музея искусств, которые создали точные списки древнейших грузинских икон, впоследствии размещённых в специальных киотах. В 1973—1977 годах под его руководством был выпущен ряд книг по истории Грузии, истории Грузинской Церкви, филологическим проблемам. Среди выпущенных под его руководством книг выделяется календарь 1976 года, где впервые были опубликованы древнейший грузинский рукописный памятник «Законы Апостолов», а также расширенные сведения о Вселенских Соборах, уставы рукоположения епископов и интронизации патриархов, и др.
4 июня 1977 года Католикос-Патриархом Давидом V был возведён в сан митрополита.

### Участие в выборах Католикоса-Патриарха
9 ноября 1977 года Католикос-Патриарх Давид V скончался в своей резиденции в Тбилиси. В тот же день в патриаршей резиденции собрались иерархи Грузинской православной церкви, кроме митрополита Батумско-Шемокмедского и Чкондидского Романа (Петриашвили). Оказалось, что Давид не оставил письменного указания о кандидатуре будущего местоблюстителя, поэтому, исходя из положения того же устава 1945 года, который предусматривал и такую возможность, было решено назначить местоблюстителем старшего по хиротонии архиерея, которым был митрополит Илия (Шиолашвили). Митрополит Гаий был единственным из собравшихся, кто опротестовал это решение, предложив кандидатуру отсутствующего митрополита Романа. На третий день, 11 ноября 1977 года, в Тбилиси прибыл митрополит Роман и заявил о своих претензиях на должность местоблюстителя, как старейший по возрасту иерарх. Митрополита Романа поддержали поддержали митрополит Гаий и епископ Иларион (Самхарадзе). Они объявили решение Синода недействительным и выступили с соответствующим заявлением.
12 ноября Священный Синод под председательством митрополита Илии опроверг это заявление, уведомив, что решение от 9 ноября было принято большинством членов Синода и поэтому является правомерным. Митрополит Роман, митрополит Гаий и епископ Иларион продолжали настаивать на своём и требовали аннулировать решение Синода.
16 ноября, на второй день после похорон Давида V, вновь состоялось заседание Синода, в котором приняли участие все правящие архиереи. Митрополит Гаий на нём выступил с заявлением о непризнании им прежде состоявшегося заседания Синода под председательством митрополита Илии.
18 декабря трое несогласных с решением большинства епископов проникли в патриаршую резиденцию, уничтожили некоторые документы, в том числе и протокол заседания Синода от 9 ноября, взломали сейф и двери патриаршего рабочего кабинета и разослали депеши в адрес ЦК КП Грузии и правительства Грузии, Московской патриархии и т. д., в которых информировали правительственные органы и глав Церквей о якобы состоявшейся отставке местоблюстителя и о переносе даты созыва церковного собора.
19 декабря 1977 года уполномоченный Совета по делам религий о Грузинской ССР Тенгиз Онопришвили в своём секретном письме в ЦК КПСС требовал арестовать митрополита Гаия.
В таких сложных условиях 23 декабря 1977 года был созван собор Грузинской Православной Церкви, в котором приняли участие 45 делегатов от всех епархий, а также делегация РПЦ во главе со Патриархом Московским и всея Руси Пименом, где митрополит Илия был избран Католикосом-Патриархом всея Грузии и архиепископом Мцхетским и Тбилисским.
Уже в январе 1978 года Католикосом-Патриархом Илиёй II был смещён с должности ректора Мцхетской семинарии и настоятеля собора Светицховели и назначен настоятелем Церкви Кашвети. 15 февраля перемещён на Урбнисскую епархию.
В 1978 году против митрполита Гаия было возбуждено уголовное дело за попытку нарушения правил валютных операций. 25 мая того же года его арестовали. Тогдашний председатель судебной коллегии Александр Аладашвили, который вынес ему вердикт, впоследствии заявлял, что бывший митрополит был уличён в связях с высокими лицами Армянской церкви с помощью которых вывозил грузинские церковные сокровища заграницу. Был осуждён на 15-летнее заключение и конфискацию имущества.
В 1979 году решением Священного Синода Грузинской православной церкви был лишён архиерейского сана.
Отбывал заключение в Дагестане. Был освобождён по амнистии, полученной Михаилом Горбачёвым после 11 лет лишения свободы.

### Последние годы жизни и смерть
Скончался 19 марта 2016 года в Тбилисской клинике Чапидзе после операции на сердце.
Леван Чхеидзе описывал его как «печально известного моему поколению негодяя и уголовника». Информационное агентство «ГРУЗИНФОРМ» назвала его «выдающимся грузинским общественным деятелем, учёным и просветителем», «политрепрессированным» и «достойнейшим патриотом».
По словам бывшего епископа Грузинской православной церкви Христофора (Цамалаидзе), «Гаиоз Кератишвили был серьёзным конкурентом [Илии (Шиолашвили) в отношении] престола Патриархии, и хотели избавиться от него. Он был очень образованный и глубоко освещённый в вопросах церкви. <…> Мне также известно, что по завещанию Давида пятого, следующим Патриархом должен был стать Гаиоз Кератишвили или Романоз Петриашвили. Исходя из этого, почему вы удивляетесь тому, что в Патриархии поддержали путч?».